# Eccellenza Lazio 2004-2005
Il campionato italiano di calcio di Eccellenza regionale 2004-2005 è stato il quattordicesimo organizzato in Italia. Rappresenta il sesto livello del calcio italiano. Il campionato si è concluso con la vittoria del Pisoniano per il girone A e del Cassino per il girone B, entrambi al loro primo titolo.
Tutte le squadre iscritte al campionato di Eccellenza, assieme a quelle del campionato di Promozione, hanno diritto a partecipare alla Coppa Italia Dilettanti Lazio.

## Stagione

### Aggiornamenti
- Ad inizio stagione la LVPA Frascati cambia sia denominazione che sede sociale iscrivendosi al campionato come Tor di Quinto.[1].
- Il San Filippo Neri si fonde con il Tanas Casalotti e si iscrive con il nome di San Filippo Neri Casalotti.[1]
- Il Forte Aurelio, appena promosso dalla Promozione, si fonde con la VJS Velletri, iscrivendosi col nome di quest'ultima[2].

Questi sono i gironi organizzati dal comitato regionale della regione Lazio.

## Girone A

### Squadre partecipanti
| Club                       | Città (provincia)           | Stagione precedente                                |
| -------------------------- | --------------------------- | -------------------------------------------------- |
| Acilia                     | Acilia (RM)                 | 9º posto in Eccellenza Lazio, Girone A             |
| Bassano Romano             | Bassano Romano (VT)         | 3º posto in Eccellenza Lazio, Girone A             |
| Cecchina                   | Albano Laziale (RM)         | 2º posto in Eccellenza Lazio, Girone B             |
| Civita Castellana          | Civita Castellana (VT)      | 5º posto in Eccellenza Lazio, Girone A             |
| Corneto Tarquinia          | Tarquinia (VT)              | 6º posto in Eccellenza Lazio, Girone A             |
| Cynthia                    | Genzano di Roma (RM)        | 14º posto in Eccellenza Lazio, Girone B            |
| Fiumicino                  | Fiumicino (RM)              | 14º posto in Eccellenza Lazio, Girone A            |
| Giada Maccarese            | Maccarese (RM)              | 10º posto in Eccellenza Lazio, Girone A            |
| Nuova Santa Maria Mole     | Santa Maria delle Mole (RM) | 8º posto in Eccellenza Lazio, Girone A             |
| Pisoniano                  | Pisoniano (RM)              | 10º posto in Eccellenza Lazio, Girone B            |
| Pro Calcio Sabina          | Forano (RI)                 | 2º posto in Promozione Lazio, Girone B, promosso   |
| Roma VIII                  | Roma                        | 7º posto in Eccellenza Lazio, Girone A             |
| Sabinia                    | Poggio Mirteto (RI)         | 1º posto in Promozione Lazio, Girone B, promosso   |
| San Filippo Neri Casalotti | Roma                        | 12º posto in Eccellenza Lazio, Girone A            |
| Santa Marinella            | Santa Marinella (RM)        | 1º posto in Promozione Lazio, Girone A, promosso   |
| Torbellamonaca             | Roma                        | 4º posto in Eccellenza Lazio, Girone A             |
| Torrenova                  | Roma                        | 16º posto in Eccellenza Lazio, Girone A, ripescato |
| Triaena Campagnano         | Campagnano di Roma (RM)     | 11º posto in Eccellenza Lazio, Girone A            |

### Classifica finale
Fonte:
|  | Pos. | Squadra                    | Pt | G  | V  | N  | P  | GF | GS | DR  |
|  | ---- | -------------------------- | -- | -- | -- | -- | -- | -- | -- | --- |
|  | 1.   | Pisoniano                  | 70 | 34 | 21 | 7  | 6  | 73 | 32 | +41 |
|  | 2.   | Civita Castellana          | 70 | 34 | 20 | 10 | 4  | 56 | 27 | +29 |
|  | 3.   | Roma VIII                  | 63 | 34 | 17 | 12 | 5  | 51 | 26 | +25 |
|  | 4.   | Pro Calcio Sabina          | 60 | 34 | 18 | 6  | 10 | 57 | 45 | +12 |
|  | 5.   | San Filippo Neri Casalotti | 55 | 34 | 16 | 7  | 11 | 51 | 40 | +11 |
|  | 6.   | Nuova S. Maria Mole        | 53 | 34 | 15 | 8  | 11 | 45 | 38 | +7  |
|  | 7.   | Bassano Romano             | 45 | 34 | 11 | 12 | 11 | 43 | 43 | 0   |
|  | 8.   | Torrenova                  | 45 | 34 | 11 | 12 | 11 | 46 | 48 | -2  |
|  | 9.   | Torbellamonaca             | 45 | 34 | 12 | 9  | 13 | 35 | 40 | -5  |
|  | 10.  | Santa Marinella            | 44 | 34 | 13 | 5  | 16 | 46 | 44 | +2  |
|  | 11.  | Cynthia                    | 44 | 34 | 11 | 11 | 12 | 32 | 32 | 0   |
|  | 12.  | Giada Maccarese            | 43 | 34 | 10 | 11 | 13 | 34 | 35 | -1  |
|  | 13.  | Fiumicino                  | 43 | 34 | 12 | 7  | 15 | 35 | 38 | -3  |
|  | 14.  | Corneto Tarquinia          | 43 | 34 | 12 | 7  | 15 | 38 | 50 | -12 |
|  | 15.  | Cecchina                   | 42 | 34 | 9  | 15 | 10 | 41 | 36 | +5  |
|  | 16.  | Acilia                     | 36 | 34 | 8  | 12 | 14 | 37 | 52 | -15 |
|  | 17.  | Sabinia                    | 20 | 34 | 4  | 8  | 22 | 27 | 61 | -34 |
|  | 18.  | Triaena Campagnano         | 11 | 34 | 2  | 7  | 25 | 18 | 78 | -60 |

Legenda:
      Promossa in Serie D 2005-2006.
      Ammessa ai Play-off nazionali.
      Retrocesse in Promozione Lazio 2005-2006.
Regolamento:
Tre punti a vittoria, uno a pareggio, zero a sconfitta.
Note:
Il Cecchina è stato ripescato in Eccellenza Lazio 2005-2006.
Pisoniano e Civita Castellana terminarono il campionato a pari punti. Fu necessario uno spareggio per decidere la squadra vincitrice.

### Spareggi

#### Spareggio per la Serie D
|                   | Risultati |           | Luogo e data               |
| ----------------- | --------- | --------- | -------------------------- |
| Civita Castellana | 1-2 (dts) | Pisoniano | Colleferro, 15 maggio 2005 |
|                   |           |           |                            |

## Girone B

### Squadre partecipanti
| Club                      | Città (provincia)       | Stagione precedente                                |
| ------------------------- | ----------------------- | -------------------------------------------------- |
| Alatri                    | Alatri (FR)             | 3º posto in Eccellenza Lazio, Girone B             |
| ALMAS                     | Roma                    | 13º posto in Eccellenza Lazio, Girone A            |
| Anagni                    | Anagni (FR)             | 7º posto in Eccellenza Lazio, Girone B             |
| Anitrella                 | Anitrella (FR)          | 8º posto in Eccellenza Lazio, Girone B             |
| Anziolavinio              | Anzio (RM)              | 12º posto in Eccellenza Lazio, Girone B            |
| Cassino                   | Cassino (FR)            | 16º posto in Serie D, Girone H, retrocesso         |
| Castel Leva Divino Amore  | Roma                    | 1º posto in Promozione Lazio, Girone C, promosso   |
| Viribus Cisterna Montello | Cisterna di Latina (LT) | 6º posto in Eccellenza Lazio, Girone B             |
| Colleferro                | Colleferro (RM)         | 9º posto in Eccellenza Lazio, Girone B             |
| Fondi                     | Fondi (LT)              | 5º posto in Eccellenza Lazio, Girone B             |
| Formia                    | Formia (LT)             | 4º posto in Eccellenza Lazio, Girone B             |
| Nettuno                   | Nettuno (RM)            | 11º posto in Eccellenza Lazio, Girone B            |
| Priverno                  | Priverno (LT)           | 15º posto in Eccellenza Lazio, Girone B, ripescata |
| Scauri Minturno           | Minturno (LT)           | 1º posto in Promozione Lazio, Girone D, promosso   |
| Sezze Setina              | Sezze (LT)              | 13º posto in Eccellenza Lazio, Girone B            |
| Terracina                 | Terracina (LT)          | 18º posto in Serie D, Girone H, retrocesso         |
| Tor di Quinto             | Roma                    | -                                                  |
| VJS Velletri              | Velletri (RM)           | -                                                  |

### Classifica finale
Fonte:
|  | Pos. | Squadra                   | Pt | G  | V  | N  | P  | GF | GS | DR  |
|  | ---- | ------------------------- | -- | -- | -- | -- | -- | -- | -- | --- |
|  | 1.   | Cassino                   | 80 | 34 | 24 | 8  | 2  | 62 | 17 | +45 |
|  | 2.   | ALMAS                     | 80 | 34 | 24 | 8  | 2  | 61 | 18 | +43 |
|  | 3.   | Viribus Cisterna Montello | 64 | 34 | 19 | 7  | 8  | 51 | 32 | +19 |
|  | 4.   | Colleferro                | 62 | 34 | 17 | 11 | 6  | 59 | 41 | +18 |
|  | 5.   | Terracina                 | 61 | 34 | 17 | 10 | 7  | 55 | 32 | +23 |
|  | 6.   | Formia                    | 55 | 34 | 16 | 7  | 11 | 45 | 39 | +6  |
|  | 7.   | Castel Leva Divino Amore  | 53 | 34 | 15 | 8  | 11 | 50 | 35 | +15 |
|  | 8.   | Fondi                     | 51 | 34 | 13 | 12 | 9  | 50 | 34 | +16 |
|  | 9.   | Nettuno                   | 51 | 34 | 13 | 12 | 9  | 47 | 39 | +8  |
|  | 10.  | Anziolavinio              | 49 | 34 | 12 | 13 | 9  | 47 | 33 | +14 |
|  | 11.  | Anitrella                 | 45 | 34 | 12 | 9  | 13 | 37 | 38 | -1  |
|  | 12.  | Alatri                    | 42 | 34 | 9  | 15 | 10 | 54 | 48 | +6  |
|  | 13.  | Sezze Setina              | 38 | 34 | 10 | 8  | 16 | 43 | 49 | -6  |
|  | 14.  | VJS Velletri              | 36 | 34 | 10 | 6  | 18 | 41 | 47 | -6  |
|  | 15.  | Scauri Minturno           | 26 | 34 | 6  | 8  | 20 | 23 | 55 | -32 |
|  | 16.  | Priverno                  | 26 | 34 | 6  | 8  | 20 | 33 | 66 | -33 |
|  | 17.  | Tor di Quinto             | 15 | 34 | 3  | 6  | 25 | 29 | 77 | -48 |
|  | 18.  | Anagni                    | 5  | 34 | 1  | 2  | 31 | 7  | 94 | -87 |

Legenda:
      Promossa in Serie D 2005-2006.
      Ammessa ai Play-off nazionali.
      Retrocesse in Promozione Lazio 2005-2006.
Regolamento:
Tre punti a vittoria, uno a pareggio, zero a sconfitta.
Note:
L'Anagni è stato escluso dal campionato dopo la quarta rinuncia.
Cassino e ALMAS terminarono il campionato a pari punti. Fu necessario uno spareggio per decidere la squadra vincitrice.

### Spareggi

#### Spareggio per la Serie D
|       | Risultati |         | Luogo e data           |
| ----- | --------- | ------- | ---------------------- |
| ALMAS | 0-2       | Cassino | Anagni, 15 maggio 2005 |
|       |           |         |                        |